# Геркулесові печери
Геркулесові печери (араб. مغارة هرقل) — печерний комплекс у Марокко. Розташований на мисі Спартель у регіоні Танжер — Тетуан — Ель-Хосейма. Є однією з найвизначніших туристичних пам'яток регіону.
Печера має два входи — з моря та з суші. Вхід з моря, створений, ймовірно, фінікійцями, має назву «Карта Африки» через схожість з контурами Африки, якщо дивитись на нього з боку моря. На стінах печери також є малюнки у формі очей, зроблених, за легендою, фінікійцями задля зображення навколишньої місцевості.
Сама печера є частково природною, а частково штучною. Її рукотворна частина використовувалась берберами задля вирізання кам'яних коліс зі стін при виготовленні жорна. Печера має як і безкоштовний, так і платний вхід вартістю в 5 марокканських дирхамів за одну особу.

## Легенди
Через свої великі розміри в давнину печера вважалася бездонною. Також висловлювались припущення, що вона є продовженням 24-кілометрового підземного тунелю, що проходить під Гібралтарською протокою та сполучається з Печерою Святого Михайла в Гібралтарі. За однією з легенд, саме цим шляхом берберські макаки дісталися Європи.
За міфологічною традицією, давньоримський герой Геркулес залишався та спав у цій печері перед виконанням свого одинадцятого подвигу (він мав дістати золоті яблука з саду Гесперид, що за деякими давньогрецькими джерелами, розташовувався неподалік, у місті Лікс).

## Історичні події
- 6000 р. до н. е. — поселення в печері часів неоліту
- 1878 р. — повторне відкриття печери
- 1920 р. — печера вільна для відвідування
- 1952 р. — отримання статусу Об'єкта національної спадщини
- 1982 р. — встановлення в печері електричного освітлення
- 1986 р. — розвіювання в печері праху англійського художника Брайона Гайсина[6]
- 23 жовтня 1995 р. — британська рок-група Def Leppard зіграла у печері концерт (продовж дня вона також зіграла у Лондоні та Ванкувері), ставши першою рок-групою, яка зіграла три концерти на трьох континентах за один день. Досягнення було зафіксовано Книгою рекордів Гіннеса[7]
- 20 грудня 2003 р. — зачинилася для відвідувань після каменепаду, спричиненого будівельними роботами
- Січень 2004 р.— знов відкрита для публіки
- вересень 2015 — завершення дворічних реставраційних робіт на замовлення короля Мохаммеда VI